# Stade Numa-Daly
Das Stade Numa-Daly ist ein Mehrzweckstadion im Stadtteil Magenta von Nouméa in Neukaledonien. Es ist mit einer Kapazität von derzeit etwa 16.000 Zuschauen das größte Stadion Neukaledoniens und wird hauptsächlich für Fußballspiele genutzt.
Das Stadion befindet sich im Stadtteil Magenta im Nordosten der neukaledonischen Hauptstadt Nouméa. Es liegt nur wenige hundert Meter südwestlich des Flughafens Magenta. Das Fußballfeld ist von einer Laufbahn umgeben, zudem befinden sich im Stadion weitere Leichtathletikanlagen. Dem Stadion schließt sich im Norden eine Freiluft-Radrennbahn an.
Das Stade Numa-Daly ist das Heimstadion von fünf der acht in der Division d’Honneur, der höchsten Spielklasse Neukaledoniens, vertretenen Vereinen. Dies sind der amtierende Meister AS Magenta sowie der AS Lössi, der AS Mont-Dore, der FC Gaïtcha und Mouli Sport. Zudem trägt die Neukaledonische Fußballnationalmannschaft ihre Heimspiele ebenfalls dort aus.
Bereits 1951 erwarb Olympique Nouméa in Magenta ein Gelände, auf dem eine Radrennbahn gebaut werden sollte. Die Vermessungen wurden durchgeführt und der deutsche Architekt Herbert Schumann mit dem Bau beauftragt. Aufgrund zu knapper Mittel konnte der Bau jedoch nicht realisiert werden. Erst aufgrund des Engagements von Roger Kaddour gelang es, den Komplex für die Südpazifikspiele 1966 fertigzustellen.
Benannt ist das Stadion nach Numa Daly (1906–1992), einem aus Marseille stammenden Sportler und Sportfunktionär. Gemeinsam mit Lucien Fontaine initiierte er den Bau des Stadions.

## Vélodrome de Magenta
Das Vélodrome de Magenta ist eine im Norden des Stade Numa-Daly angeschlossene Radrennbahn und wurde für Konzertveranstaltungen in den 1980er bis 2000er Jahren genutzt, bevor Auftritte der Musiker im eigentlichen Stadion Ende der 2010er stattfanden. Im Velodrom traten so zum Beispiel schon Jean-Jacques Goldman (20. Dezember 1986) und Joe Cocker (31. Oktober 2005) auf, im Stadion Les 3 Petits Cochons und Johnny Hallyday (29. April 2016).